# Pietro Paolo Virdis
Antonio Pietro Paolo Virdis (né le 26 juin 1957 à Sassari dans la province éponyme en Sardaigne) est un footballeur italien évoluant au poste d'attaquant.
Il était surnommé le « Tamburino Sardo ». Il a un fils, Francesco, également joueur de football.

## Biographie
Après avoir joué avec la Vigili Urbani, il fait ses débuts en serie D avec l'US Nuorese en 1973-74. À pas encore 16 ans, il se met en lumière en inscrivant 11 buts. Il rejoint alors le grand club de son île (la Sardaigne), le Cagliari Calcio, avec qui il fait ses débuts en Serie A le 6 octobre 1974 contre le Lanerossi Vicence à seulement 17 ans. L'année suivante, il dispute 23 rencontres et inscrit 6 buts, mais ne peut pourtant pas éviter la rétrocession des rossoblù à cause surtout de la grave blessure du capitaine Gigi Riva. Durant cette période, Cagliari avec Riva, Virdis ou encore Gigi Piras, formèrent probablement une des plus fortes attaque de l'histoire du club sarde.
La saison suivante, il inscrit 18 buts et entre alors en ligne de mire du géant du nord de la Juventus. Ayant la possibilité de faire revenir Paolo Rossi de Vicence, la Juventus opte pour Virdis et l'achète en 1977. À la Juve, il dispute sa première rencontre le 21 août 1977 lors d'une victoire 2-0 contre Sambenedettese en Coupe d"Italie. Il reste trois saisons à Turin et y remporte deux titres (un championnat et une coupe).
En 1980, il retourne en Sardaigne pour un an, avant d'à nouveau se retrouver bianconero en 1981. Après une dernière saison avec la formation piémontaise, il part la saison suivante rejoindre le club de l'Udinese Calcio pour laisser la place à Paolo Rossi, de retour de suspension après la coupe du monde 1982. À Udine, Virdis joue peu lors de sa première saison à cause de plusieurs blessures, mais inscrit tout de même 10 buts.
En 1984, il est acquis par le Milan, avec qui il reste jusqu'en 1989. En Lombardie, il s'impose enfin parmi les plus forts attaquants italiens de son époque. Il atteint son apogée lors de la saison 1986-1987 lorsqu'il termine capocannoniere de Serie A avec ses 17 buts. La saison suivante, ses buts permettent au Milan AC de récupérer des points sur le Napoli, et inscrit même un doublé décisif lors du match Naples-Milan (2-3) du 1er mai 1988, partie fondamentale pour la conquête du scudetto des rossoneri. L'année suivante, il remporte également la Coupe des clubs champions le 24 mai 1989à Barcelone, où, en finale contre le Steaua Bucarest, il entre en jeu à la place de Ruud Gullit à la 60e minute.
Il se retire du monde du football en 1991, après avoir disputé deux dernières saisons avec le club de Lecce.
Durant sa carrière, il n'a jamais joué en équipe A italienne, mais a disputé 8 matchs et inscrit un but en équipe d'Italie espoirs, ainsi que 15 matchs pour 9 buts en équipe olympique, avec qui il disputa les JO de Séoul 1988. 
Il a ensuite travaillé en tant que commentateur télévisé et en tant que gérant d'un magasin d'alimentaire et de vin à Milan.

## Palmarès
| Juventus FC - Championnat d'Italie (2) : - Champion : 1977-78 et 1981-82. - Vice-champion : 1979-80. - Coupe d'Italie (1) : - Vainqueur : 1978-79. |  | AC Milan - Championnat d'Italie (1) : - Champion : 1987-88. - Meilleur buteur : 1986-87 (17 buts). - Supercoupe d'Italie (1) : - Vainqueur : 1988. - Coupe des clubs champions (1) : - Vainqueur : 1988-89. |